# Szklarnia Pawłowicka
Szklarnia Pawłowicka – osada w Polsce, położona w województwie opolskim, w powiecie oleskim, w gminie Gorzów Śląski.